# Station Wien Simmering
Wien Simmering is een halte aan Laaer Ostbahn in de Oostenrijkse hoofdstad Wenen die in 1903 werd geopend. De halte kreeg een belangrijke rol in het Weense openbaar vervoer toen door het instorten van de Reichsbrücke op 1 augustus 1976 andere OV-verbindingen over de Donau werden onderbroken. Sinds 2 december 2000 ligt haaks onder de spoorlijn het zuidelijke eindpunt van U-Bahn lijn U3.